# LS-DYNA
LS-DYNA ist ein Simulationsprogramm, das mit Hilfe der Finite-Elemente-Methode arbeitet und von der Livermore Software Technology Corporation (LSTC), 1987 von John Hallquist gegründet, auf Basis des Vorgängerprogramms DYNA3D entwickelt wurde. Insbesondere nicht-lineare und hochdynamische Problemstellungen können mit diesem Programm bearbeitet werden. Besonders wegen seiner expliziten Zeitintegration hat das Programm in diesen Simulationsbereichen große Verbreitung gefunden.
Mittlerweile beherbergt LS-DYNA aber auch einen leistungsfähigen impliziten Strukturlöser um auch quasistatische Lastfälle zu berechnen. Weiterhin stellt LS-DYNA auch eine Vielzahl an Partikelmethoden zur Verfügung. Unter den kommerziellen Simulationsprogrammen ist die vorhandene Kopplung der Diskrete-Elemente-Methode mit der Finite-Elemente-Methode momentan ein Alleinstellungsmerkmal.

## Funktionsumfang
Besonders geeignete Anwendungsgebiete sind Crashtest-Simulationen und andere hochdynamische Problemstellungen. Insbesondere für die Automobilindustrie bietet LS-DYNA daher spezifische Problemlösungen wie verschiedene Dummys (Testpuppen) oder auch die Simulation von Bauteilen wie Airbags und Sicherheitsgurten. Andere Anwendungsbereiche sind Fluiddynamik, Fluid-Struktur-Wechselwirkung und Simulation von Fertigungsverfahren (insbesondere Tiefziehen, Warmformen, Magnetumformung und Schweißsimulation). Es sind diverse nichtlineare Materialgesetze in dem Softwarepaket enthalten, wobei man auch eigene Materialgesetze mittels USER-Routine einbinden kann. In der Materialbibliothek sind knapp 300 Werkstoffe und ihre physikalischen Eigenschaften bereits vorgegeben.
Über eine frei zugängliche Schnittstelle können Anwendungen dritter Hersteller an LS-DYNA angebunden werden. Sowohl das Post- als auch das Preprocessing wird oftmals mit dem kostenfreien Programm LS-PrePost durchgeführt, das ebenfalls von LSTC entwickelt wird. Andere gängige Produkte sind zum Beispiel Primer von der Oasys Suite, ANSA/muETA von BETA CAE Systems S.A., ParaView, HyperWorks von Altair Engineering und Animator4 von GNS. Für Optimierungsprobleme steht das Programm LS-Opt zur Verfügung. In der aktuellen Version von ANSYS ist auch eine Schnittstelle für dieses Programm vorgesehen.

## Distributoren
Der Hersteller Livermore Software Technology Corporation (LSTC) vertreibt das Programm nicht selbst in Zentraleuropa. Die deutschen Distributoren der Software sind die Firmen DYNAmore und CADFEM.